# Lorenzo Richelmy
Lorenzo Richelmy (La Spezia, 25 marzo 1990) è un attore italiano.

## Biografia
Nato a La Spezia nel 1990, figlio d'attori teatrali, cresce a Roma, dove la famiglia si era stabilita nel 1994, diplomandosi presso il Liceo Classico Giovanni Paolo II di Ostia Lido (Roma). 
Nel 2009, al termine delle riprese della seconda stagione de I liceali, su consiglio dei colleghi Giorgio Tirabassi e Claudia Pandolfi, sceglie di interrompere la carriera lavorativa per frequentare la Scuola Nazionale di Cinema del Centro sperimentale di cinematografia, diventando l’attore più giovane mai ammesso. Scelta che gli garantì una formazione professionale di livello, ma che tuttavia gli precluse una continuità lavorativa.
La prima esperienza come attore risale all'età di otto anni quando interpreta un ruolo nello spettacolo teatrale Il Sempione strizza l'occhio al Frejus di Elio Vittorini, per la regia di Italo Spinelli. In seguito è protagonista per due stagioni (1999-2000) nello spettacolo Zio Mario per la regia di Mario Prosperi al Teatro Politecnico di Roma. Nel 2002 è il figlio di Rocco Papaleo ed Elena Sofia Ricci ne Il pranzo della domenica di Carlo Vanzina.
Nel 2007 viene scelto dal casting director Dario Ceruti (Unione Italiana Casting Director) per interpretare il ruolo di Cesare Schifani nella serie tv I liceali, per la regia di Lucio Pellegrini. Ruolo che gli fece raggiungere una notevole popolarità e che lo portò a vincere il premio come "personalità europea emergente", assegnatogli dal Ministero del Turismo. Dal 2009 al 2011, durante il triennio di formazione al Centro sperimentale, partecipa a numerosi cortometraggi e lavori teatrali, nonché alla serie web Alice non lo sa diretta da Alessandro Guida. Inoltre, nel 2010, con il cortometraggioTiro a vuoto di Roberto Zazzara, vince il premio come miglior attore al FigariFilmFest.
Nel 2011 viene scelto come protagonista nel film 100 metri dal paradiso di Raffaele Verzillo. Nello stesso anno è protagonista di puntata nella serie Sposami di Umberto Marino e nel lungometraggio Fat Cat di Michele Fiascaris, film che gli è valso diversi riconoscimenti come migliore attore nei festival americani ed europei. 
Nel 2012 è il protagonista di La terra e il vento, opera prima del giovane regista Sebastian Maulucci, e partecipa alla web series Kubrick, una storia porno dei The Jackal. Nel 2013 prende parte al progetto LARPers-to Protect and Play, per la regia di Umberto Francia, nel ruolo di Marco, e interpreta il ruolo del protagonista nel film Il terzo tempo di Enrico Maria Artale. Nel 2014 interpreta il ruolo del figlio di Carlo Verdone nel film Sotto una buona stella ed è protagonista della serie Netflix Marco Polo, nel ruolo di Marco Polo.
Nel 2015 interpreta il ruolo di Fabio, uno dei quattro protagonisti, nel film Hybris. Nel 2017 recita nei film La ragazza nella nebbia, insieme a Toni Servillo, e in Una questione privata, con Luca Marinelli. L'anno successivo è uno dei protagonisti di Ride, film completamente girato con le GoPro, e di Una vita spericolata, al fianco di Matilda De Angelis e Eugenio Franceschini.
Nel 2019 gira la puntata pilota della serie ABC Triangle. Nello stesso anno interpreta il ruolo di Enzo nella serie televisiva canadese Sanctuary, girata in Trentino e uscita in Italia nel 2020. Sempre nel 2020 Richelmy è co-protagonista, assieme a Sergio Castellitto, nel film Il talento del calabrone, dove interpreta il ruolo di Dj Steph, un giovane e famoso dj e speaker radiofonico.

## Filmografia

### Cinema
- Il pranzo della domenica, regia di Carlo Vanzina (2002)
- Fat Cat, regia di Michele Fiascaris (2012)
- 100 metri dal paradiso, regia di Raffaele Verzillo (2012)
- Il terzo tempo, regia di Enrico Maria Artale (2013)
- La terra e il vento, regia di Sebastian Maulucci (2013)
- Sotto una buona stella, regia di Carlo Verdone (2014)
- Hybris, regia di Giuseppe Francesco Maione (2015)
- La ragazza nella nebbia, regia di Donato Carrisi (2017)
- Una questione privata, regia di Paolo e Vittorio Taviani (2017)
- Klimt & Schiele - Eros e Psiche, regia di Michele Mally (2018)
- Una vita spericolata, regia di Marco Ponti (2018)
- Ride, regia di Jacopo Rondinelli (2018)
- Dolceroma, regia di Fabio Resinaro (2019)
- Il talento del calabrone, regia di Giacomo Cimini (2020)
- The Bunker Game, regia di Roberto Zazzara (2022)
- Per lanciarsi dalle stelle, regia di Andrea Jublin (2022)
- L'uomo sulla strada, regia di Gianluca Mangiasciutti (2022)
- Eravamo bambini, regia di Marco Martani (2024)
- Fino alla fine, regia di Gabriele Muccino (2024)

### Televisione
- I liceali – serie TV, 10 episodi (2008-2009)
- Sposami – miniserie TV, puntata 2 (2011)
- I Borgia (Borgia) – serie TV, episodio 2x09 (2013)
- Talent High School - Il sogno di Sofia – serie TV, 2 episodi (2013)
- Una Ferrari per due, regia di Fabrizio Costa – film TV (2014)
- Marco Polo – serie TV, 20 episodi (2014-2016)
- Nel nome del popolo italiano, regia di Wilma Labate - docufilm, episodio Natale De Grazia (2017)
- Sanctuary – serie TV, 8 episodi (2020)
- Hotel Portofino – serie TV, 6 episodi (2022)

### Documentari
- Klimt & Schiele - Eros e Psiche, regia di Michele Mally (2018)
- Canova - Thorvaldsen (2020)

### Cortometraggi
- Tiro a vuoto, regia di Roberto Zazzara (2010)
- 99899, regia di Umberto Francia (2013)
- LARPers-to Protect and Play, regia di Umberto Francia (2013)
- Knockout, regia di Francesca Marino (2014)

### Webserie
- ...Alice non lo sa! - mediometraggio, regia di Alessandro Guida (2010)
- Kubrick - Una storia porno, regia di Ludovico Bessegato - serie TV, 3 episodi (2012)

## Teatro
- Il Gran Sasso strizza l’occhio, regia di I. Spinelli (1998)
- Zio Mario, regia di M. Prosperi (1999-2000)
- Ivanov, regia di E. Popova (2009)
- Racconto d'inverno, regia di E. Popova (2010)
- Monologhi, regia di D. Warren (2011)
- Follia di Shakespeare, regia di Max Mazzotta (2022)